# Ernst Sillem (1807-1861)
Ernst Sillem (Hamburg, 23 februari 1807 – Amsterdam, 8 februari 1861) was een oorspronkelijk uit Hamburg afkomstig bankier.

## Leven en werk
Ernst Sillem was een zoon van Jérome Sillem. Hij trad als firmant in zijn vaders voetsporen als lid van de tweede generatie Sillem verbonden aan het bankiershuis Hope & Co te Amsterdam. Sillem deed eerst ervaring op bij de Hamburgse firma Sillem & Co.waarna zijn vader Jérome hem naar Riga, Letland stuurde om daar bij een bevriend bankiershuis zijn vaardigheden verder te ontwikkelen. Te Riga  leerde hij Henriëtte Hielbig (Riga 30 juli 1810 - Amsterdam 9 november 1876) kennen. Zij was de oudste dochter van Johann Gottlieb Hielbig, burgemeester van Riga en Henriëtte Susanna Wevell von Krüger, een nazate van een uit Duitsland afkomstig riddermatig geslacht. Kort na de dood van zijn vader Jérome Sillem trouwde Ernst Sillem te Riga met Henriëtte op 25 mei 1833 en zou hij in datzelfde jaar worden opgenomen als compagnon binnen het bankiershuis Hope & Co. Een van de zonen van Ernst Sillem, Jérôme Alexander, zou later een belangrijke rol spelen in de Amsterdamse politiek en het Amsterdamse publieke leven. Na het overlijden van Sillem trad diens zoon Johann Gottlieb (1837-1896) als vennoot op bij Hope & Co, om later plaats te maken voor diens zoon Ernst (1864-1919). 
Ernst  voelde zich nauw verbonden met zijn nieuwe thuisland Nederland. In 1848 liet Sillem zich dan ook tot Nederlander naturaliseren. 

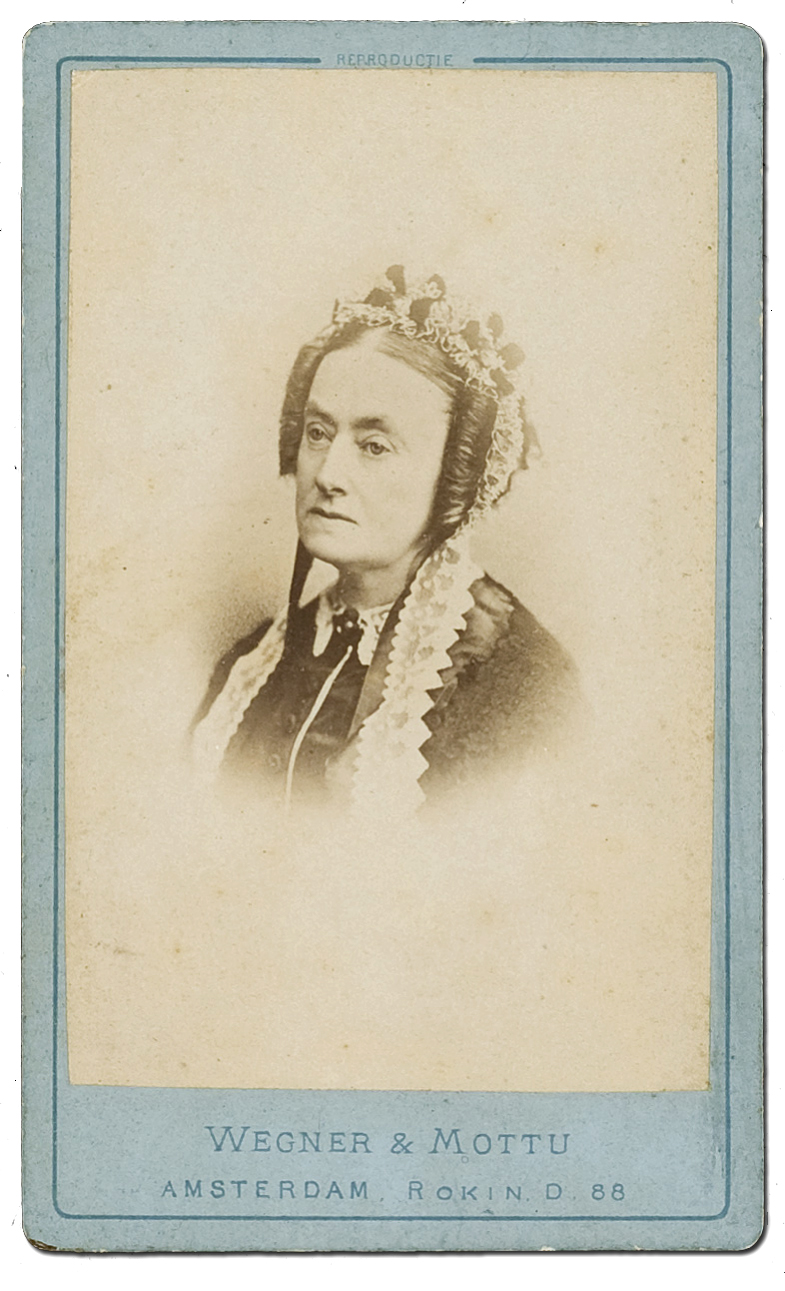
Henriëtte Sillem - Hielbig, omstreeks 1860

## Watervliet
Sillem bewoonde naast zijn woning aan de Herengracht (Amsterdam) 478 een buitenplaats genaamd Watervliet te Velsen (Velsen-Noord), toentertijd gelegen aan de Grote Hout- of Koningsweg/Wijkerstraatweg in Velsen-Noord. Sillem kocht de buitenplaats in 1854 van de welgestelde hervormde predikant Jan Jacob van Voorst. Na het overlijden van Sillem werd de buitenplaats Watervliet verkocht en na de voltooiing van het Noordzeekanaal werd het huis Watervliet rond 1884 gesloopt.

## Publieke zaak
- In 1838 richtte Sillem samen met David Borski, G. Bunge en zijn compagnon J.B. Stoop de "Deutsche Oper" op te Amsterdam en was daar zelf secretaris van.

- Op 16 december 1847 werd door 254 Amsterdammers, onder voorzitterschap van Sillem, in het gebouw Odeon aan het Singel (Amsterdam) nr. 460 besloten tot de oprichting van de Nederlandsche Zeil- en Roeivereeniging. In 1848 aanvaardde koning Willem II het erelidmaatschap. Op 9 april 1852 werd het predicaat Koninklijk verleend en heette de vereniging officieel: Koninklijke Nederlandsche Zeil en Roeivereeniging. In april 2013 is een nieuwe roeiboot van deze roeivereniging gedoopt met de naam Ernst Sillem. De roei- en zeilvereniging is gevestigd te Muiden.

- Van 1851 tot 1856 was Sillem bestuurslid van het Koninklijk Zoölogisch Genootschap 'Natura Artis Magistra', in de volksmond Artis genoemd: de dierentuin van Amsterdam. In 1854 schonk Sillem twee vergulde adelaars – naar een ontwerp van Christian Daniel Rauch  – ter vervanging van de oorspronkelijke bloembakken. De twee vergulde adelaars sieren nog altijd de ingang van Artis.

## Overlijden
Sillem overleed op 8 februari 1861. Hij en zijn echtgenote Henriëtte Sillem-Hielbig werden begraven op begraafplaats Rustoord aan de Weesperstraat 84 te Diemen. Hij werd begraven op 12 februari 1861 en Henriëtte Sillem-Hielbig op 13 november 1876. Het grafnummer is 'ROK8'. Sillem was Commandeur in de Orde van de Eikenkroon.